# فرناندو کاسرس
فرناندو گابریل کاسرس (اسپانیایی: Fernando Gabriel Cáceres‎؛ زادهٔ ۷ فوریهٔ ۱۹۶۹) یک بازیکن فوتبال اهل آرژانتین بود.
از باشگاه‌هایی که در آن بازی کرده‌است می‌توان به اتلتیکو ایندپندینته، والنسیا، باشگاه فوتبال رئال ساراگوسا، ریور پلاته، آرژانتینوس جونیورز و سلتاویگو، کوردوبا، بوکا جونیورز، آرژانتینوس جونیورز و تیم ملی فوتبال آرژانتین اشاره کرد.
وی همچنین در تیم ملی فوتبال آرژانتین بازی کرده‌است.
سارقان که قصد سرقت از او داشتند ، چندین گلوله به وی شلیک کردند که یکی از آنها به چشم راست او وارد شد. بازیکن سابق چشم راست خود را از دست داد و از ناحیه قاعده جمجمه دچار شکستگی شد. او در حال حاضر مراحل توانبخشی را پشت سر می گذارد و باید از ویلچر استفاده کند، هرچند که در حال حاضر اولین قدم هایش را همراه با عصا برمی دارد.  